# Lissonota persimilis
Lissonota persimilis là một loài tò vò trong họ Ichneumonidae.